# 维多利亚地

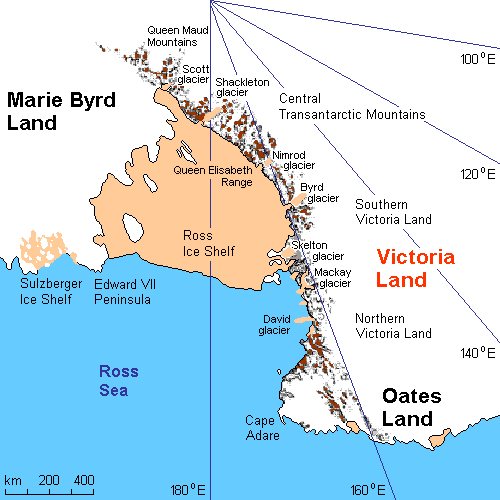
维多利亚地地图

维多利亚地（英語：Victoria Land）是南极洲上的一个地区，位于罗斯海以东，威尔克斯地以西。该地于1841年由詹姆斯·克拉克·罗斯发现，并以维多利亚女王命名此地。该地早期的探险者有道格拉斯·梅森和詹姆斯·克拉克·罗斯。

## 地理
维多利亚地为一高台地，覆有冰层；在沿岸及沿海岛屿上有世界最大火山群之一。该地包含横贯南极山脉。

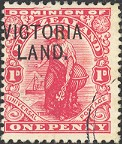
1910年由紐西蘭發行在維多利亞地使用的郵票。